# Snorrslida
Snorrslida är en gård som ligger cirka 5 kilometer norr om Knäred i Laholms kommun i Hallands län.

## Etymologi
Gårdens namn har tagits upp i medierna. Namnets första delen kommer från Snorre, ett fornnordiskt namn. Den andra delen slida, kommer av backe eller sluttning. Där får man alltså namnet Snorres sluttning.

### Fotnoter
1. ↑  ”Sveriges sexiga geografi” (på svenska). Sveriges Radio. 9 februari 2012. http://sverigesradio.se/sida/artikel.aspx?programid=282&artikel=4957045. Läst 11 mars 2012.
2. ↑  Cecilia Forsell (4 juli 2015). ”Sugen på att bo i Snorrslida” (på svenska). SVT Halland. https://www.svt.se/nyheter/lokalt/halland/sugen-pa-att-bo-i-snorrslida. Läst 8 oktober 2022.
3. ↑  Van Winkle's (8 juli 2015). ”No One Wants to Buy the 'Penis Vagina' House” (på svenska). Huffington Post. https://www.huffpost.com/entry/no-one-wants-to-buy-the-p_b_7756004. Läst 8 oktober 2022.
4. ↑  Tommy Öster och Lasse Sergård (7 juli 2015). ”Snålkuk och Snorrslida” (på svenska). Sveriges Radio. https://sverigesradio.se/artikel/6207192. Läst 8 oktober 2022.
5. ↑  Sara Leverin, Cecilia Lönnehed (23 januari 2016). ”Ingen vill bo i Snorrslida” (på svenska). SVT Halland. https://www.svt.se/nyheter/lokalt/halland/ingen-ville-bo-i-snorrslida. Läst 8 oktober 2022.